# Chrysotus obliquus
Chrysotus obliquus är en tvåvingeart som beskrevs av Friedrich Hermann Loew 1861. Chrysotus obliquus ingår i släktet Chrysotus och familjen styltflugor. Inga underarter finns listade i Catalogue of Life.